# 漢博陵
博陵，中国东汉汉桓帝父亲刘翼的陵墓。
汉桓帝父蠡吾侯刘翼之墓在今河北省蠡县南十五里。《后汉书·桓帝纪》：本初元年（146年），追尊“皇考蠡吾侯曰孝崇皇”。李贤注：“帝既追尊父为孝崇皇，其陵曰博陵。”桓帝为其父立博陵，遂以蠡吾县置博陵县。同时置博陵郡，以博陵县为治所。博陵县故城在今河北蠡县南。